# Kulturbund
Kulturbund (Švabsko-nemška kulturna zveza ali nemško Schwäbisch-Deutscher Kulturbund) je bila krovna organizacija nemških manjšinskih otokov v Kraljevini SHS (od leta 1929 Kraljevina Jugoslavija) in kasneje ena ključnih pronacističnih petokolonaških formacij, ki se je zlasti po vzponu Hitlerja in nacionalsocializma na oblast močno nacificirala in radikalizirala.
Nacifikacijski in radikalizacijski proces se je med drugim odražal v zavestni in plansko usmerjeni protislovenski dejavnosti članov Kulturbunda. Kulturbundovci so na Slovenskem že več let pred začetkom druge svetovne vojne širili nacistično propagando in demagogijo (zlasti po slovenskem podeželju), lepili nacistične simbole in zastave ter na podlagi subverzivne obveščevalne, vohunske, popisovalne, izdajalske in denuncianske aktivnosti zbirali tajne, občutljive in pomembne podatke o državi in protinemško oz. protinacistično usmerjenih osebah. Tako so že med obema vojnama pripravili spiske domnevno sumljivega in nevarnega (narodnozavednega, izobraženega ter politično aktivnega) slovenskega prebivalstva, predvidenega za aretacijo in izselitev, po katerih se je okupator ravnal po vzpostavitvi okupacijske oblasti v aprilu 1941.

## Zgodovina
Kulturbund je ustanovljen 20. junija 1920 v Novem Sadu, sprva kot nepolitična organizacija vojvodinskih pripadnikov nemške manjšine. Razen med Kočevarji je bil njegov vpliv v Sloveniji močnejši šele od leta 1931, ko so začeli tudi na Slovenskem ustanavljati svoje krajevne enote (27. julija 1931 v Mariboru in Celju, 26. avgusta 1931 na Ptuju, 29. avgusta 1931 v Kočevju, 16. januarja 1932 v Ljubljani), po vzponu Nacionalsocialistične nemške delavske stranke v Nemčiji na oblast (1933) pa še drugod.
Kraljevina Jugoslavija je leta 1936 zaradi naraščajoče nacistične dejavnosti v Sloveniji ukazala razpustitev Kulturbunda, katerega člani so odtlej delovali skrivno ali pod krinko društva Deutscher Hilfsverein in na različne načine manifestirali svoje nemštvo, posebej še ob razglasitvi anšlusa leta (1938). Nacistične oblasti v Avstriji so leta 1939 potrdile statut Slovenske prosvetne zveze na Koroškem, v zameno za to pa so v Jugoslaviji ponekod dovolili delovanje Kulturbunda.
Parada članov Kulturbunda leta 1938 v Bačkem Gračacu, Vojvodina:
- „Staatstreu“
- „Volkstreu“

## Protislovensko delovanje
Kulturno delovanja članov Kulturbunda je bilo pretežno krinka za nacistično in obveščevalno delo v korist nemškega rajha. V Sloveniji je leta 1941 delovalo že pet okrožnih vodstev z več kot petdeset krajevnimi skupinami in 12.268 člani. Člani Kulturbunda so do leta 1941 Gestapu pripravili popolne spiske vseh izobražencev in zavednih Slovencev, na katerih so na najvišja mesta postavili ljudi, ki so se posebej izpostavljali protinarodnostnemu delovanju. Po okupaciji kraljevine Jugoslavije 6. aprila 1941 so vodstva Kulturbunda marsikje prevzela lokalno upravo, kulturbundovci pa so pomagali pri aretacijah in izselitvah Slovencev ter germanizaciji.

## Kulturbund med II. svetovno vojno in po njej
Kulturbund je bil maja 1941 na nemškem okupacijskem območju Slovenije vključen v Steierische Heimatbund in Kärtner Volksbund, v Ljubljanski pokrajini pa je pod italijanskimi oblastmi prenehal delovati. Nekdanji aktivni člani kulturbunda so že pred koncem vojne večinoma zapustili Jugoslavijo, kot tudi velika večine manjšinskih Nemcev, tisti, ki so ostali, pa so bili mnogokrat obsojeni na povojnih procesih, ali pa so skupaj z drugimi pripadniki nemške manjšine pogosto končali v taborišču Šterntal ali v povojnih izvensodnih pobojih.